# Ярв, Анна-Эльвира Юхановна
Анна-Эльвира Юхановна Ярв (латыш. Anna Elvīra Jarve; 29.08.1909 — 14.03.2002) — директор Сакуской семилетней школы, Харьюский район Эстонской ССР. Герой Социалистического Труда.

## Биография
Родилась 29 августа 1909 года в городе Венден Лифляндской губернии Российской империи (ныне — Цесис, Латвия) в семье рабочего-железнодорожника. Эстонка. В 1914 году семья переехала в город Феллин (ныне — Вильянди, Эстония). Здесь в 1929 году Анна-Эльвира окончила вильяндискую женскую гимназию и в 1931 году — учительскую семинарию в городе Хаапсалу, получила специальность учительницы начальных классов.
В 1940 году Эстония вошла в состав СССР как союзная республика, но через год началась Великая Отечественная война и последовавшая вскоре немецкая оккупация. Анна-Эльвира Ярв проработала в вильяндиской школе до ноября 1942 года, когда была арестована гитлеровцами как жена советского служащего Альфреда Ярва. Муж, которого обвинили в действиях против властей, укрывался, но был схвачен и расстрелян в мае 1943 года. Под арестом её продержали около полугода. Освободившись, она не смогла найти работу по специальности и до конца оккупации жила на хуторе у родителей мужа.
В октябре 1944 года вернулась к работе в ту же школу, была назначена заведующей учебной частью в семилетней школе имени Ф. Кульбарса. В сентябре 1959 года была переведена директором 8-летней школы в городе Саку Харьюского района. Вся её трудовая биография была связана с педагогической деятельностью, воспитанием молодого поколения.
Указом Президиума Верховного Совета СССР от 7 марта 1960 года в ознаменование 50-летия Международного женского дня, за выдающиеся достижения в труде и особо плодотворную общественную деятельность Ярв Анне-Эльвире Юхановне присвоено звание Героя Социалистического Труда с вручением ордена Ленина и золотой медали «Серп и Молот».
Заслуженный учитель Эстонской ССР (07.11.1958).
Избиралась депутатом Вильяндиского и Харьюского районных Советов депутатов трудящихся.
В 1965 году вышла на пенсию. Жила у сына в городе Таллин (Эстония). Умерла 14 марта 2002 года. Похоронена на кладбище Пярнамяэ в Таллине.

## Награды
- Золотая медаль «Серп и Молот» (7.3.1960);
- Орден Ленина (27.8.1951)
- Медаль «Ветеран труда»
- Медаль «В ознаменование 100-летия со дня рождения Владимира Ильича Ленина» (6 апреля 1970)
- и другими